# آلهة بوابات العالم السفلي

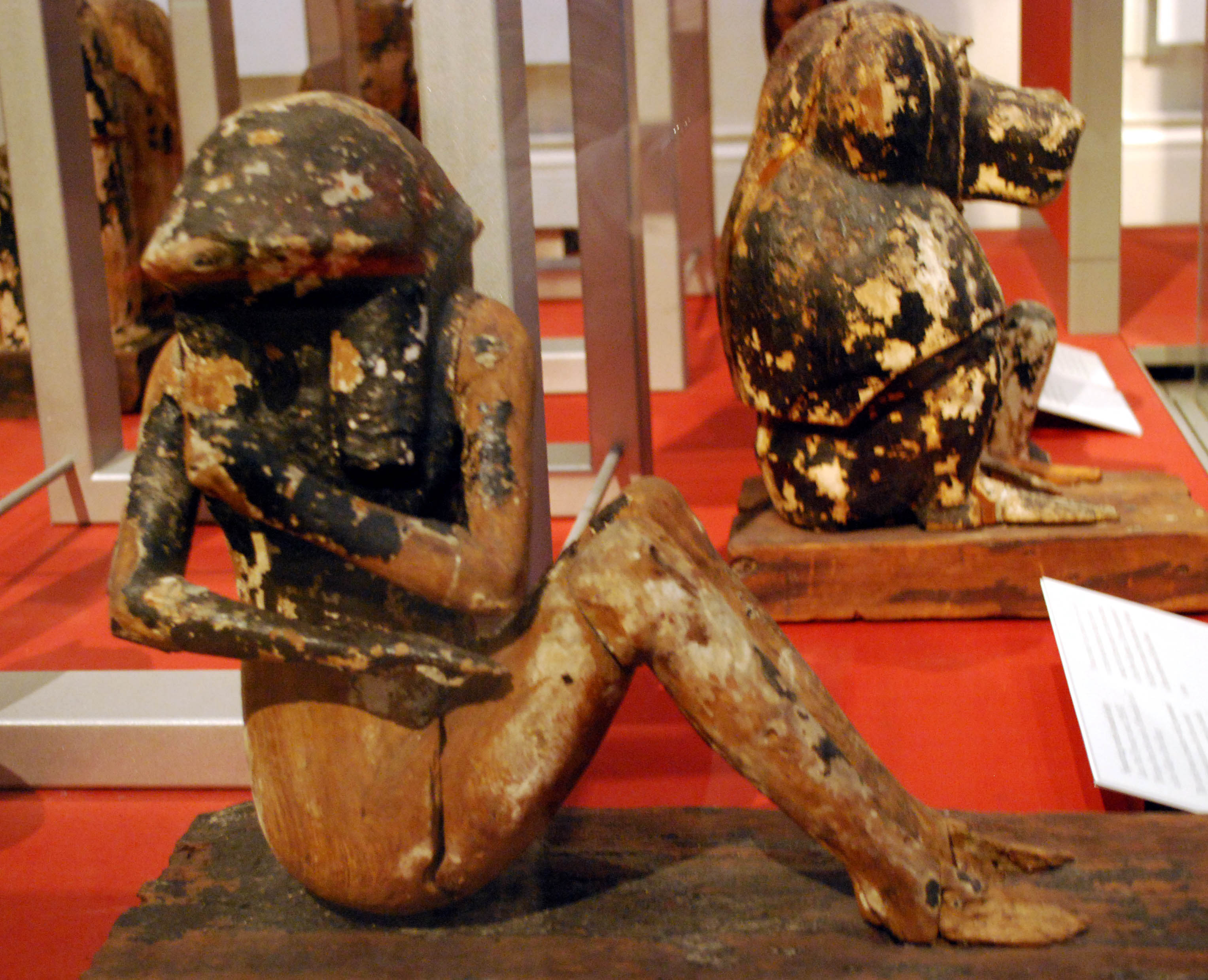
تمثال خشبي لمخلوق ذو رأس سلحفاة من العالم السفلي – من قبر الملك حورمحب (حوالي 1319-1292 ق.م.). المتحف البريطاني، لندن.

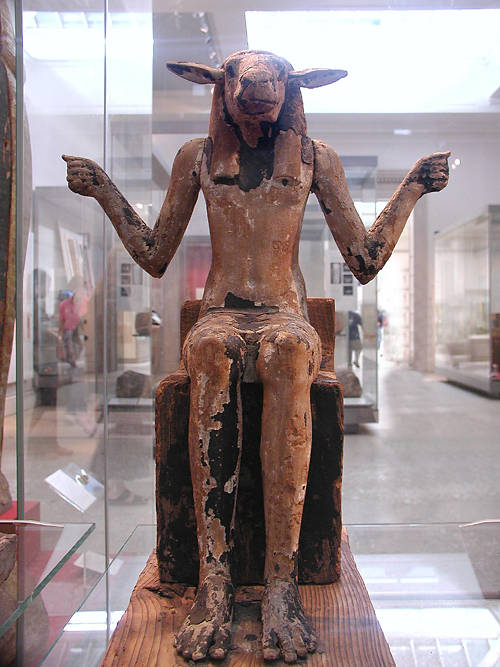
تمثال خشبي لمخلوق ذو رأس كبش من العالم السفلي – من قبر حورمحب. المتحف البريطاني، لندن.

آلهة بوابات العالم السفلي هم آلهة مصر القديمة الصغرى المسؤولة عن حراسة بوابات العالم السفلي المصري.

## الوصف والتقسيم
اعتقد المصريون أن في العالم السفلي، أو الدوات، توجد بوابات وأبواب وصروح تعبرها كل ليلة السفينة الشمسية للإله الشمسي رع وأرواح المتجهين إلى عالم الأموات.
تقدم النصوص الجنائزية القديمة أوصافًا متنوعة لبوابات الحياة الآخرة. في بعض الأحيان، تُدرج أكثر من 1000 إله حارس. وفقًا لرؤية أكثر عمومية، كانت كل بوابة محروسة من قبل إله صغير لا يسمح بالوصول إلا للأرواح القادرة على نطق الاسم السري للإله نفسه، كنوع من "كلمة المرور". جدران العديد من مقابر الملوك في وادي الملوك مزينة بنصوص كتاب البوابات، الذي يصف اثنتي عشرة بوابة أو صرحًا للعالم السفلي: على الرغم من تخيلها كحواجز معمارية فعلية، إلا أن البوابات سُميت كآلهة. يذكر الفصل 144 من كتاب الموتى سبع بوابات، لكل منها إلهها الخاص، وحارس الباب ومنادي: على سبيل المثال، تُحرس البوابة السابعة من قبل الإله "الأشد قسوة"، من قبل حارس الباب "العالي الصوت"، ومن قبل المنادي "رافض المتمردين".
تذكر نصوص جنائزية أخرى 21 "بوابة سرية لبيت أوزيريس في حقل القصب" بأسمائها وألقابها ومحروسة من قبل آلهة حيوانية بشرية غالبًا ما تُصور مقرفصة على الأرض وممسكة بسكاكين كبيرة ومهددة. أسماء هذه البوابات الأخيرة – لا تزال أنثوية – تتراوح بين المزعجة مثل البوابة 14 ("سيدة الغضب – الراقصة على الدم") والعادية مثل البوابة 3 ("سيدة المذبح"). وقد أُعطيت آلهة الحراس أيضًا أسماء تثير الرعب وتستحضر قوتهم المخيفة: على سبيل المثال "الملتهمة للخطاة" و"الموجودة على الديدان" – حتى أن بعض النصوص تجنبت الإشارة مباشرة إلى أسمائها، مضيفة هؤلاء الآلهة غير المعروفين إلى مجموعة الآلهة المصرية المعروفة للباحثين، ولكن من المستحيل جردها.

### البوابات الموصوفة في الرسومات الجدارية لوادي الملوك
وفقًا للأوصاف المقدمة من الرسومات الجدارية في مقابر الملوك بوادي الملوك، تتألف كل بوابة أو صرح من ثلاثة عناصر: أ) ثعبان ناري موضوع أمام المدخل، ب) البوابة نفسها، موصوفة كبوابة معمارية حقيقية وكإلهة، ج) وآلهة الحراس. يمكن وصف رحلة السفينة الشمسية عبر هذه البوابات كما يلي.

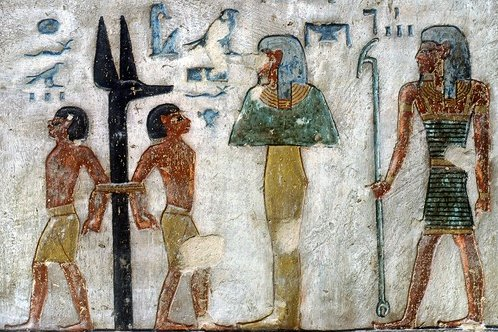
رسم توضيحي لكتاب البوابات، البوابة السادسة – مشهد من مقبرة (KV11) الملك رمسيس الثالث (حوالي 1186-1155 ق.م.).

البوابة الأولى: سيا (تجسيد الإدراك) يقف على مقدمة السفينة الشمسية، يدعو ثعبانًا يُدعى "حامي الصحراء" لفتح البوابة لوصول رع الذي، في شكل الإله أتوم (تجسيد شمس الغروب)، يراقب أعداءه يُذبحون.
البوابة الثانية: يُدعى الإله الحارس "ملتهمة الخطاة" وبوابته تسبق بحيرة من النار.
البوابة الثالثة: ثعبانها الحارس يُدعى "اللاسع" بينما تُدعى البوابة نفسها الإلهة "سيدة الطعام". تراقب بعض ابن آوى "بحيرة الحياة" المحرمة على الأموات لأنها المكان الذي يستنشق فيه رع نفسه.

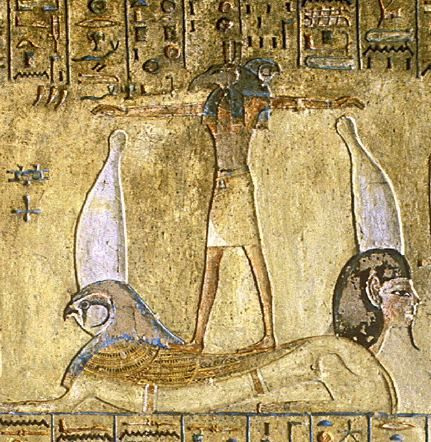
رسم توضيحي لكتاب البوابات، البوابة التاسعة – مشهد من مقبرة (KV17) الملك سيتي الأول (حوالي 1290-1279 ق.م.).

البوابة الرابعة: بعض الآلهة يحملون حبالًا لقياس مدى حقول العالم السفلي – كما في الحياة اليومية للمصريين، كان قياس الحقول يُجرى لأغراض ضريبية؛ هذا أيضًا هو المكان الذي تم فيه تصوير المجموعات العرقية الأربع (وفقًا للمصريين): "مواشي رع"، أي المصريين أنفسهم، الآسيويين، الليبيين، والنوبيين.
البوابة الخامسة: تُسمى هذه البوابة الإلهة "سيدة الدوام" بينما يُدعى ثعبانها الحارس "عيني النار". هذا المدخل مأهول بالشيطان الغادر عبب – تجسيد الشر والفوضى (إسفت)، العدو المرير لرع – هنا يُدعى "الشر الوجه". 20 إلهًا ينجحون في كبح قوته المدمرة عن طريق الاستمرار في تشريحه، بينما تخرج رؤوس الذين التهمهم من ملفوفاته. تتحرك السفينة الشمسية وتغادر رع هذه المنطقة الدرامية.
البوابة السادسة: تقترب سفينة رع من سبعة أعمدة ذات رؤوس ابن آوى مع اثنين من الأعداء مربوطين بكل منها، في انتظار قطع رؤوسهم.
البوابة السابعة: تُسمى هذه البوابة الإلهة "المتألقة" وما وراءها يقف 20 إلهًا يمسكون بحبل ينتهي بأربعة سياط، أربعة رؤوس صقر وأربعة رؤوس إنسانية. هذا هو نقطة غامضة وصعبة الفهم.
البوابة الثامنة: يسكن هذا المدخل ثعبان ناري يحرق أعداء أوزيريس.
البوابة التاسعة: هنا يقف حورس وست على صقر برأس أسد.
البوابة العاشرة: يظهر أبوف مرة أخرى، لكنه مقيد حتى لا يؤذي رع في رحلته.
البوابة الحادية عشرة: تُسمى هذه البوابة "الغامضة في مداخلها" ويشرف عليها الإله ذو الرأس القط مييوتي (الصوت مواء).
البوابة الثانية عشرة: هنا تقف الإلهتان إيزيس ونفتيس في شكل ثعابين: تنتهي الرحلة عبر بوابات الآخرة وتشرق الشمس على العالم في شكل خنفساء الجعران المقدس (خبري، تأليه شمس الصباح).

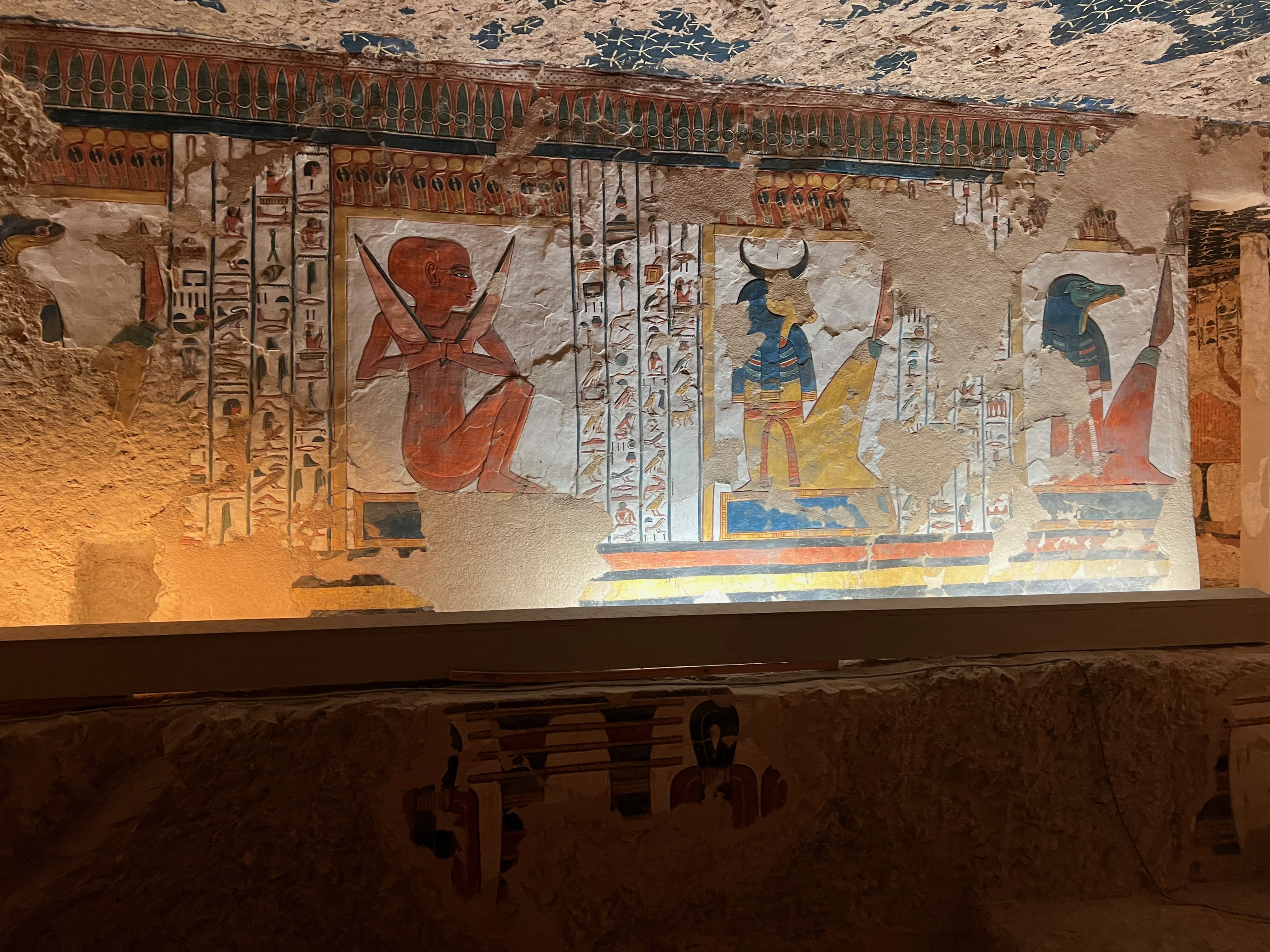
بوابات الآلهة المصورة في مقبرة نفرتاري (QV66)
حراس بوابات حقول الإيارو، لوحة على الجدار الجنوبي لمقبرة سننجم في دير المدينة، الأقصر، حوالي 1775 ق.م.
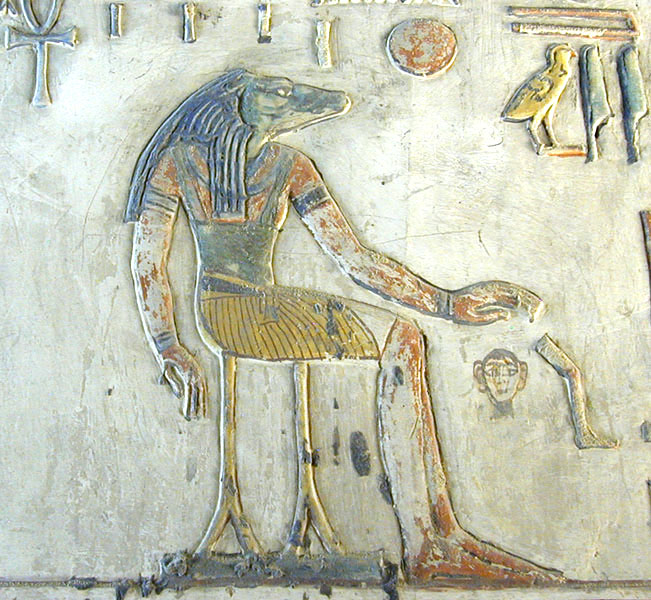
إله التمساح الحارس للعالم السفلي — من مقبرة (KV17) الخاصة بالملك سيتي الأول.
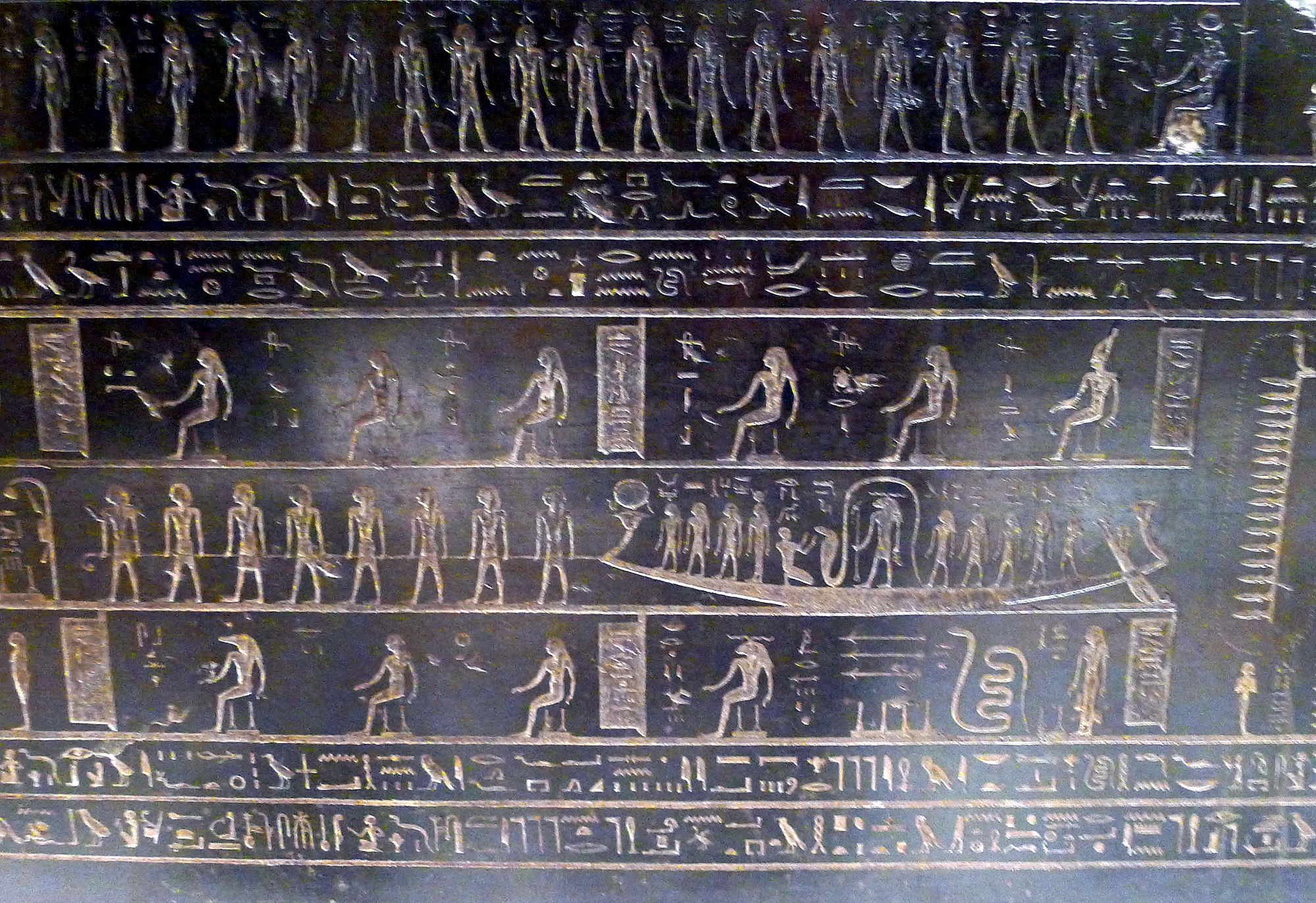
رحلة قارب الشمس لرع عبر بوابات العالم السفلي وآلهته — من تابوت من القرن الرابع قبل الميلاد. متحف اللوفر، باريس.
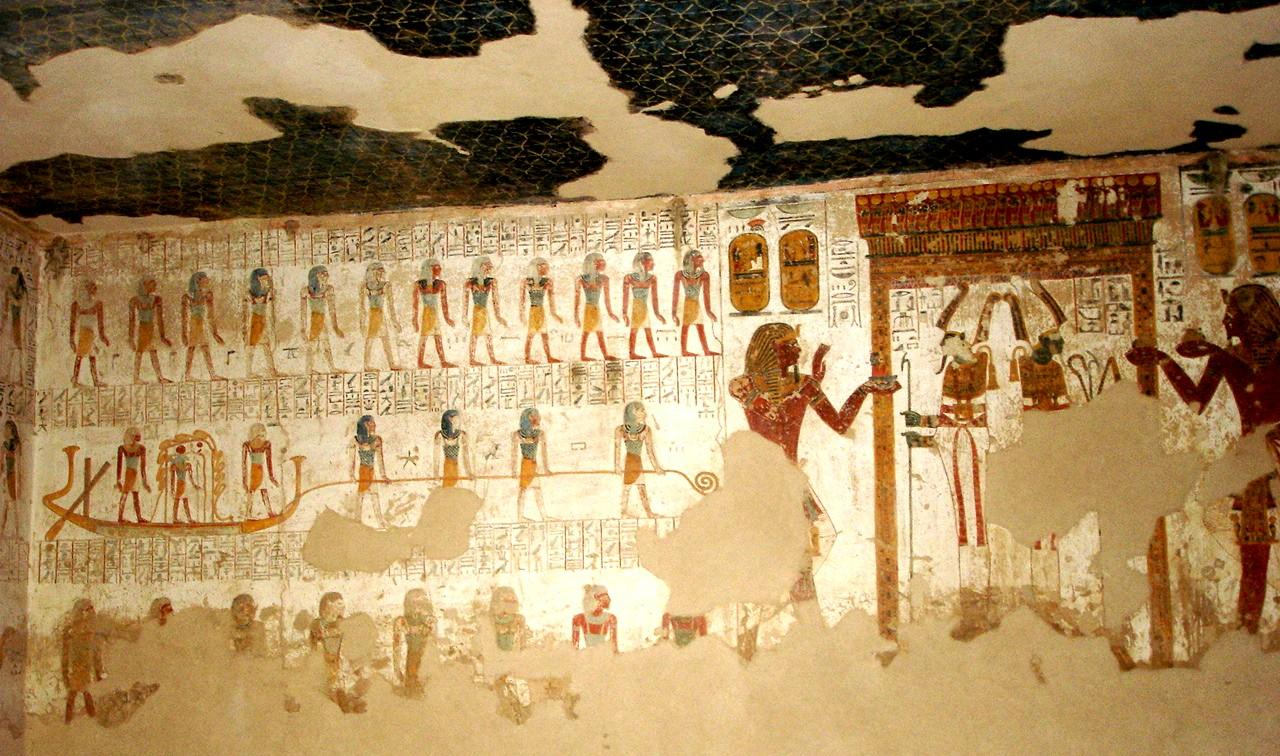
رحلة رع بين آلهة العالم السفلي — من مقبرة الملك مرنبتاح (حوالي 1213-1203 ق.م).
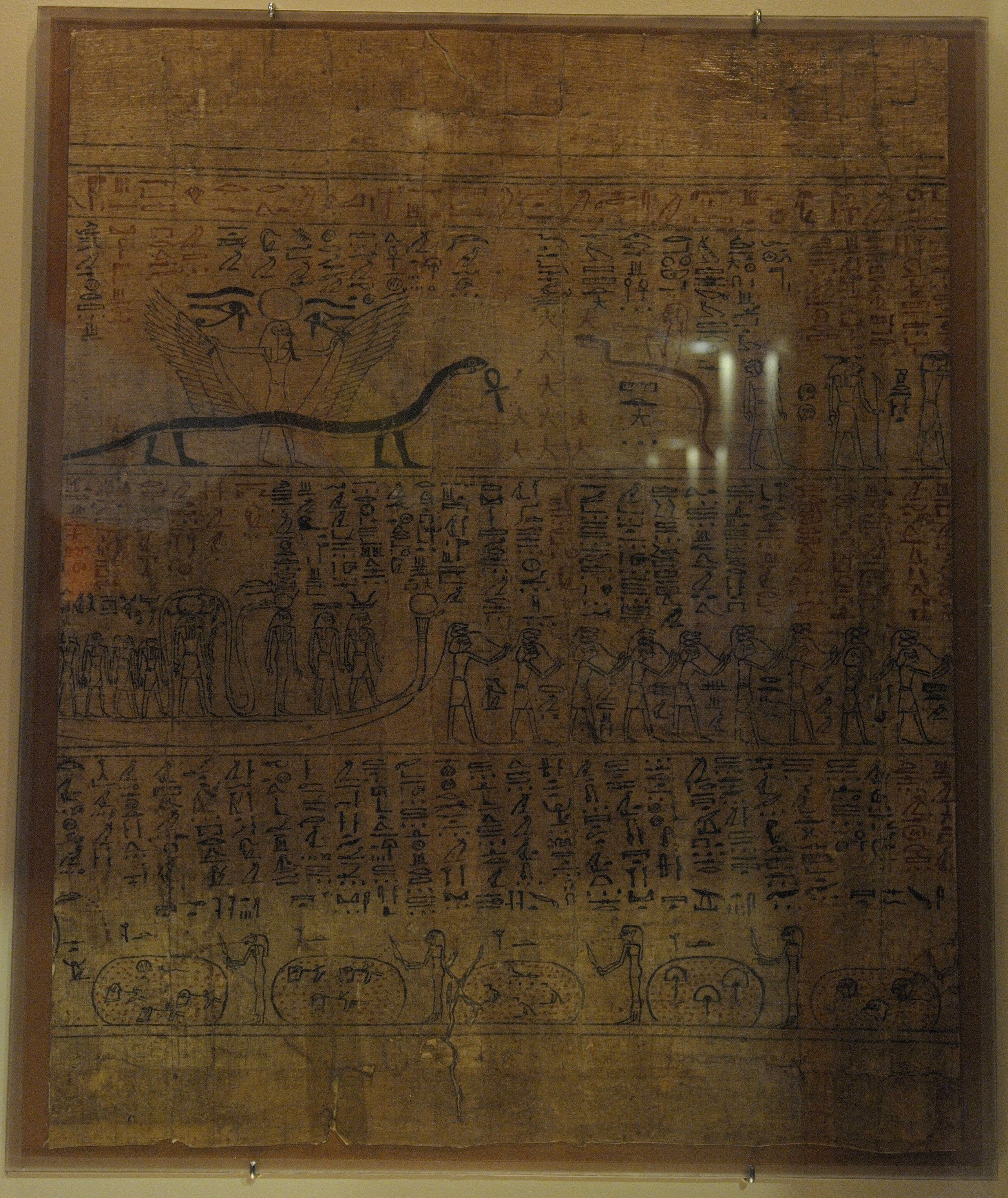
الساعة الحادية عشرة من كتاب "أمدوات".

### البوابات الموصوفة في أوراق الجنازة
قام عالم المصريات البريطاني جورج هارت بوصف، في قاموسه "قاموس الآلهة والإلهات المصرية" (1986)، الأسماء الموحية لهذه الآلهة ومواقعها في العالم السفلي كما وردت في أوراق الجنازة المعروفة لدى العلماء:

#### آلهة البوابات السبع
| البوابة | الإله | اللقب                         | حارس الباب      | المبشر                        |
| ------- | ----- | ----------------------------- | --------------- | ----------------------------- |
| 1       |       | "مقلوب الوجه – متعدد الأشكال" | "المستمع السري" | "بائس الصوت"                  |
| 2       |       | "ممتد الجبين"                 | "وجه سيكيد (?)" | "المتلألئ"                    |
| 3       |       | "آكل القذارة من مؤخرته"       | "حريص الوجه"    | "اللاعِن"                      |
| 4       |       | "عدو الوجه – كثير الكلام"     | "المتحسس"       | "عظيم الوجه – طارد التماسيح"  |
| 5       |       | "الموجود على الديدان"         | "أشبو"          | "وجه فرس النهر – غاضب الهجوم" |
| 6       |       | "غاضب الصوت"                  | "ممحاة الوجه"   | "حاد الوجه"                   |
| 7       |       | "الأكثر حدة بينهم"            | "صاخب الصوت"    | "المانع للتمرد"               |

### آلهة البوابات السرية الواحد والعشرين لمقام أوزوريس في حقول البردي
| البوابة | اسم البوابة كإلهة                                              | الإله الحارس        |
| ------- | -------------------------------------------------------------- | ------------------- |
| 1       | "سيدة الارتجاف"                                                | "مخيف"              |
| 2       | "سيدة السماء"                                                  | "مولود من المؤخرة"  |
| 3       | "سيدة المذبح"                                                  | "المنظف"            |
| 4       | "قوية السكاكين"                                                | "ثور ذو قرون طويلة" |
| 5       | "النارية"                                                      | "قاتل المعارضين"    |
| 6       | "سيدة الظلام"                                                  | "المدمر"            |
| 7       | "ساترة المتعب (أوزوريس)"                                       | "إيكينتي"           |
| 8       | "موقدة اللهب – مطفئة الحرارة"                                  | "حامي جسده"         |
| 9       | "المقدمة"                                                      | "الصياد"            |
| 10      | "ثاقبة الصوت" أو "عالية الأبواب المزدوجة"                      | "المعانق العظيم"    |
| 11      | "لا تتوقف عن الطعن – حارقة المتمردين"                          | "طاهي مداخنه"       |
| 12      | "مستدعاة من قبل الأرضين"                                       | "القط"              |
| 13      | "هي التي يمد فوقها أوزوريس (أو: إيزيس، التسعة العظيمة) ذراعيه" | "مدمر اللص"         |
| 14      | "سيدة الغضب – الراقصة على الدم"                                | "الصارخ"            |
| 15      | "عظيمة الشجاعة"                                                | "متيقظ الوجه"       |
| 16      | "الخوف"                                                        | "ذكي في الانحناء"   |
| 17      | "العظيم على الأفق"                                             | "الروح"             |
| 18      | "محبة الحرارة"                                                 | "الممسوح"           |
| 19      | "هي التي تتنبأ بالصباح طوال حياتها – صاحبة كتابات تحوت"        | بدون اسم            |
| 20      | "الساكنة داخل كهف سيدها"                                       | بدون اسم            |
| 21      | "شحاذة الصوان لتتحدث نيابة عنها"                               | "الزرافة" ("ميمي")  |

```

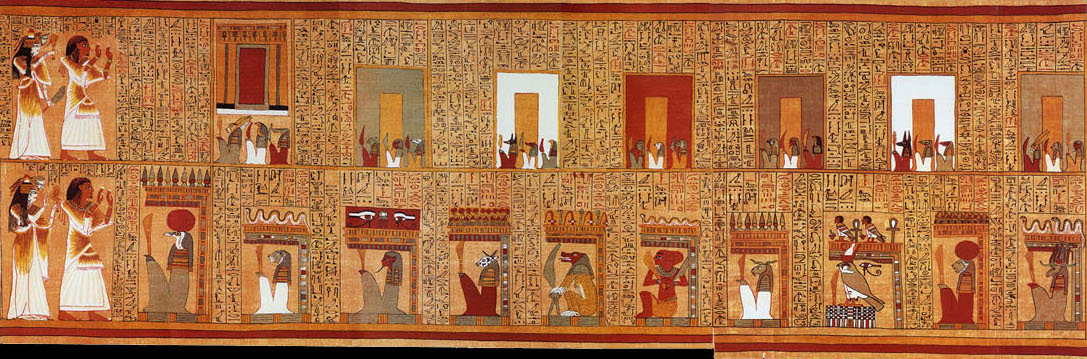
تعويذتان للبوابة. في السجل العلوي، يواجه آني وزوجته "البوابات السبع لبيت أوزوريس". في الأسفل، يواجهان عشرًا من "البوابات الغامضة الواحد والعشرين لبيت أوزوريس في حقول البردي". كلهم محروسون من قبل حماة غير محبوبين.
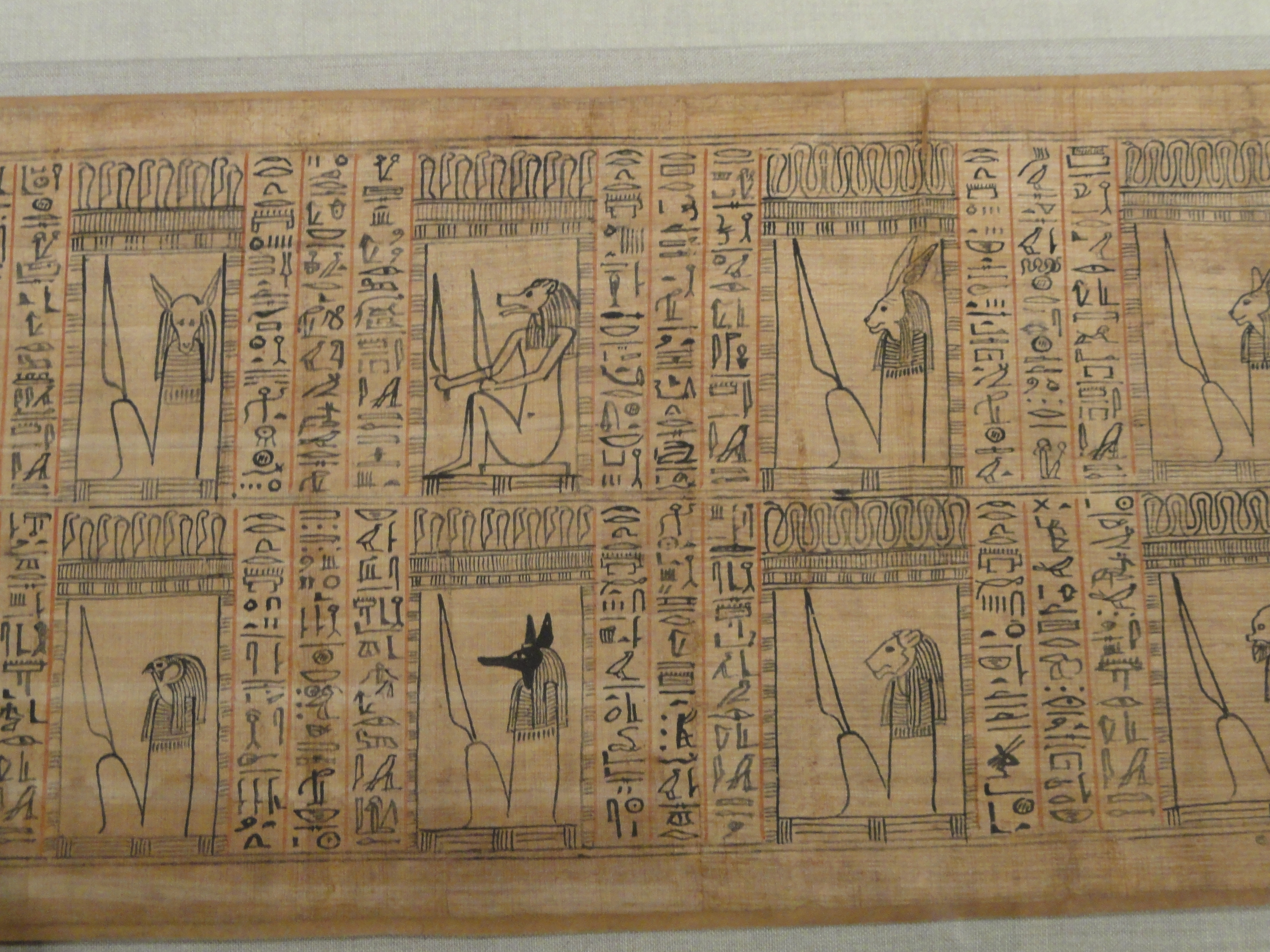
كتاب الموتى لهوري: كائنات خارقة للطبيعة تحرس العالم السفلي. متحف كليفلاند للفنون، كليفلاند.
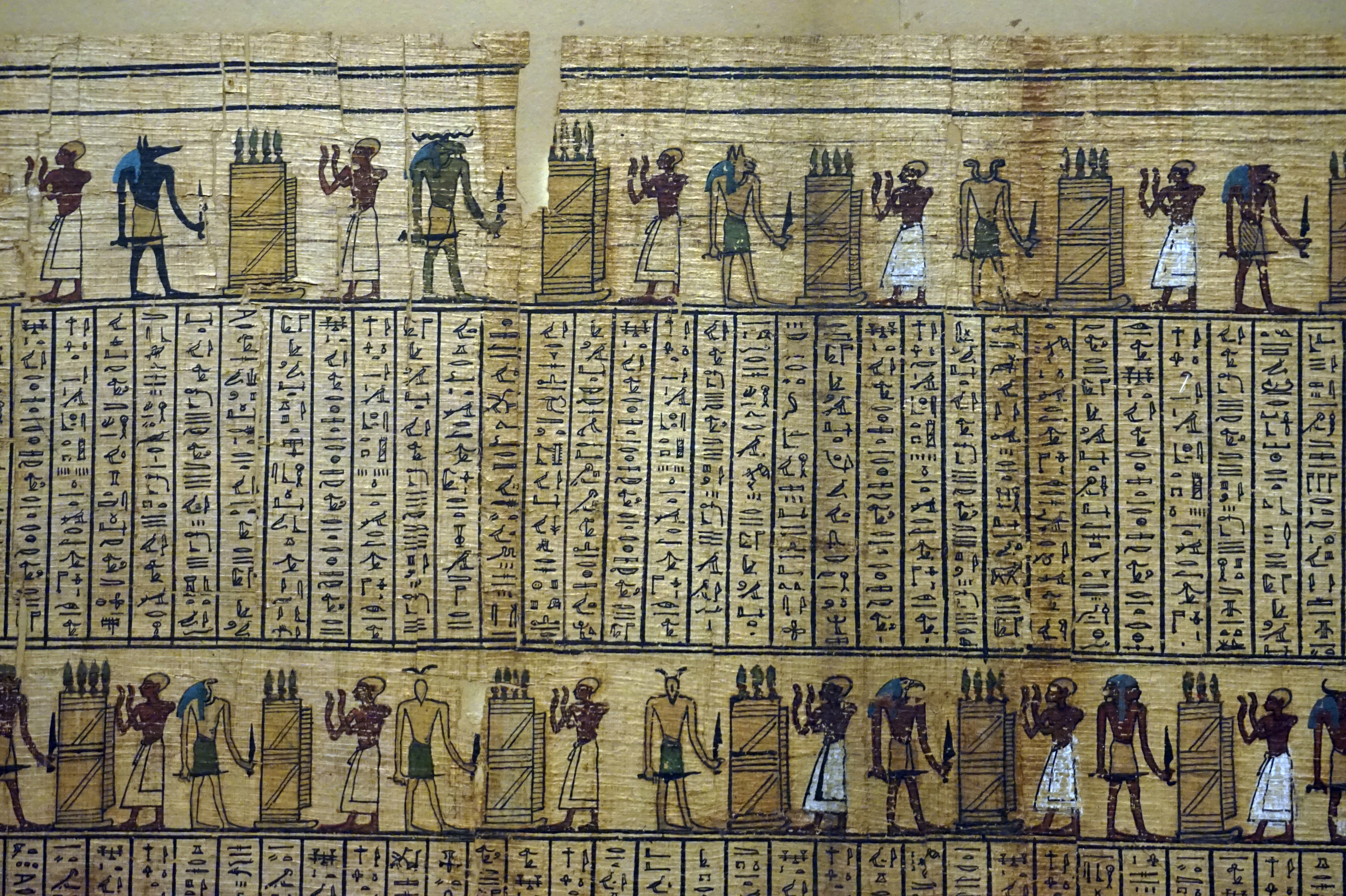
المتوفى ووحوش العالم السفلي، من كتاب الموتى (N 3096). متحف اللوفر، باريس.
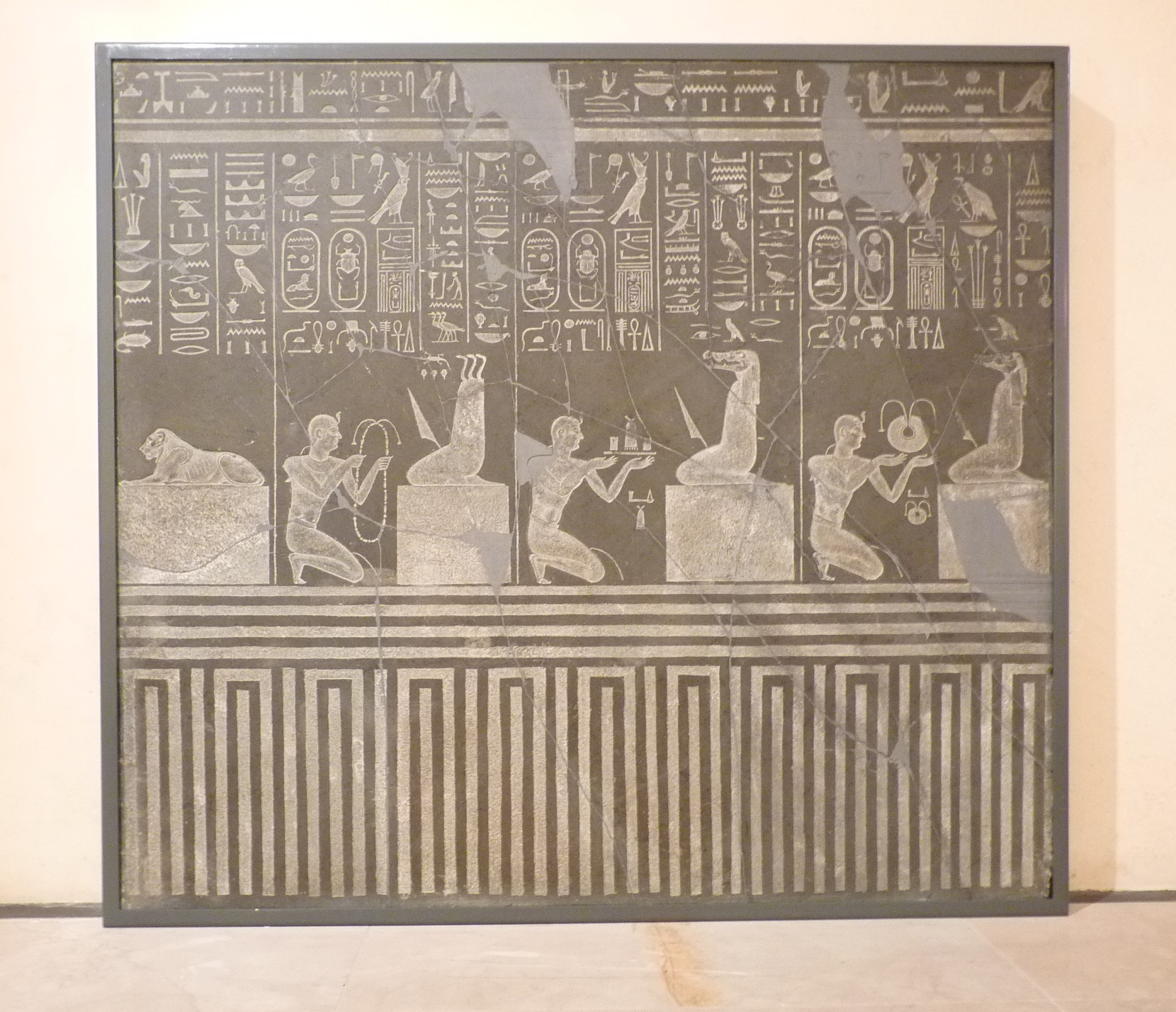
الملك نختنبو الأول (حوالي 379-361 ق.م) يعظم شياطين العالم السفلي ،المتحف الأثري المدني (MCA) في بولونيا.

### قائمة المراجع
- هارت، جورج، قاموس الآلهة والإلهات المصرية، روتليدج، 1986، (ردمك 0-415-05909-7).
- ويلكينسون، ريتشارد هـ.، الآلهة والإلهات الكاملة لمصر القديمة، تايمز وهدسون، 2003، (ردمك 0-500-05120-8).